# Francisco Júlio de Caldas Aulete
Francisco Júlio de Caldas Aulete (Lisboa, 1826 — Lisboa, 23 de mayo de 1878) fue un profesor, lexicógrafo y político portugués, autor de diversos libros didácticos e iniciador del Diccionario Contemporáneo de Lengua Portuguesa.

## Biografía
Hijo de Francisca da Conceição Caldas y de Francisco José Aulete, contador del Tribunal de la Relación de Lisboa, Caldas Aulete nació en Lisboa en 1826. Se dedicó a la enseñanza, habiendo sido profesor de la Escuela Normal Primaria de Marvila, de la Escuela Académica y del Liceu Nacional de Lisboa. Murió en Lisboa el 23 de mayo de 1878, soltero y con 52 años de edad.

## Trayectoria
Fue diputado a Cortes, electo por el círculo de Sao Tomé y Príncipe, en las legislaturas de 1869/1870, 1879, 1870/1871 y parte de la de 1872. No tuvo participación relevante en los trabajos parlamentarios.
Fue uno de los criticados por Antero de Quental en su opúsculo Bom Senso e Bom Gosto.

### Obras
Escribió diversas obras de carácter didáctico destinadas a servir de manuales escolares, entre las cuales el Cartilha Nacional: método legográfico para aprender simultáneamente a ler, escrever, ortografar e desenhar (1870) y la Selecta Nacional, curso práctico de literatura portuguesa en tres volúmenes: Literatura (1875);  Oratória (1875); y Poesía (1877).
También escribió una Gramática Nacional (Curso Elemental) (1864), la cual por recomendación, entre otros, de António Feliciano de Castilho, fue aprobada por el Consejo General de Instrucción Pública, el 27 de diciembre de 1864, como de uso obligatorio, por un periodo mínimo de 3 años, en las escuelas públicas de enseñanza primaria de todo el país, con exclusión de cualquier otra. La obra iba por su tercera edición cuando, por orden del Ministerio del Reino, de fecha 20 de octubre de 1868, fue prorrogado su uso obligatorio en las escuelas. Tuvo por lo menos una nueva edición en 1875.
Organizó la Enciclopédia das Escolas Primárias, juntamente con José Maria Latino Conejo (1869), obra que tuvo gran divulgación por las escuelas de Portugal y Brasil. Además de las obras citadas, Caldas Aulete escribió varios cuadernos para ejercicios caligráficos, complementos de la Cartilha Nacional y otros opúsculos.

### Dicionário Contemporâneo da Língua Portugueza
Más allá de la escritura de trabajos didácticos, Caldas Aulete fue el iniciador del Diccionario Contemporáneo de Lengua Portuguesa, cuya primera edición apareció en 1881. Este diccionario, que aún hoy es editado bajo su nombre, es uno de los mejores de la lengua portuguesa, pero Caldas Aulete compuso solo una pequeña parte de la monumental obra, ya que cuando falleció estaba solo concluida la letra A. De cara a la desaparición del autor, la obra fue completada por António Lopes dos Santos Valente (1839-1896), el cual mantuvo el plan original trazado por Caldas Aulete.